# Boletina spathulata
Boletina spathulata är en tvåvingeart som först beskrevs av Enrico Adelelmo Brunetti 1912.  Boletina spathulata ingår i släktet Boletina och familjen svampmyggor. Inga underarter finns listade i Catalogue of Life.